# 圣马丹拉科萨德
圣马丹拉科萨德（法語：Saint-Martin-Lacaussade，法語發音：[sɛ̃ maʁtɛ̃ lakosad]）是法国吉伦特省的一个市镇，属于布莱区。

## 地名
法语人名在日常人名译名以及《世界人名翻譯大辭典》、《法语姓名译名手册》等主流人名译名类书籍资料中多译作“马丁”，不过在《世界地名翻译大辞典》、《世界地名译名词典》和《法国地图册》等主流地名译名类书籍资料中多译作“马丹”。

## 地理
圣马丹拉科萨德（45°8'49"N, 0°38'33"W）面积3.94 平方千米，位于法国新阿基坦大区吉倫特省，该省份为法国西南部沿海省份，是法國本土面积最大的省，北起滨海夏朗德省，西临大西洋，南至朗德省，东南接洛特-加龍省，东临多爾多涅省。
与圣马丹拉科萨德接壤的市镇（或旧市镇、城区）包括：圣热内斯德布莱、布莱、卡尔、圣保罗、圣瑟兰德屈尔萨克。
圣马丹拉科萨德的时区为UTC+01:00、UTC+02:00（夏令时）。

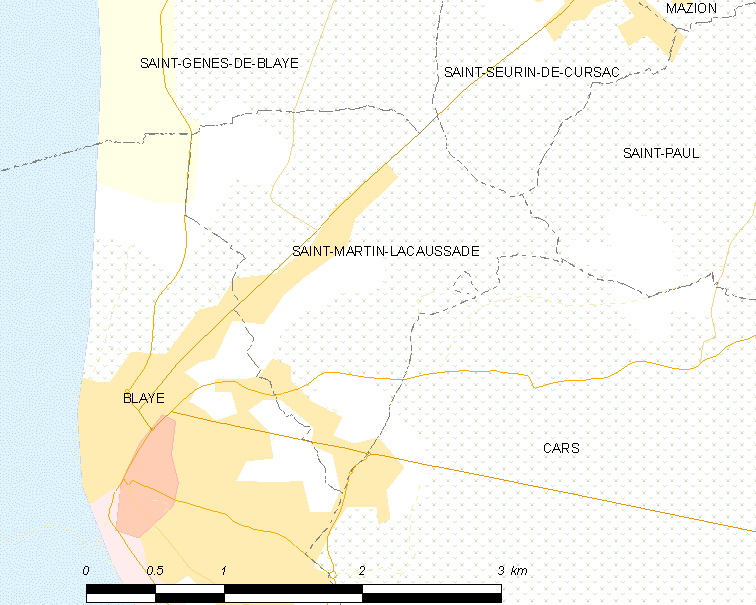
圣马丹拉科萨德的OSM定位图

## 行政
圣马丹拉科萨德的邮政编码为33390，INSEE市镇编码为33441。

## 政治
圣马丹拉科萨德所属的省级选区为河口县。

## 人口

1962-2008年间圣马丹拉科萨德人口变化图示

圣马丹拉科萨德于2022年1月1日时的人口数量为1166人。